# Врховлє (Луковиця)
Врховлє (словен. Vrhovlje) — поселення в общині Луковиця, Осреднєсловенський регіон, Словенія. 
Висота над рівнем моря: 393,7 м.